# Chapelle de Kellonummi
La chapelle de Kellonummi (finnois : Kellonummen kappeli) est une chapelle située dans le quartier de Karhusuo à Espoo en Finlande.

## Description
La chapelle Kellonummi est une chapelle de bénédiction située à côté du cimetière de Kellonummi.
La chapelle Kellonummi a été construite pour bénir les cercueils des défunts.
La chapelle en béton blanc a été conçue par les architectes Timo Suomalainen et Tuomo Suomalainen.
La chapelle a été inaugurée en 1993. L'ensemble est composé de deux salles, une grande et une petite, situées à différentes extrémités de l'édifice, et des espaces qui les relient, qui forment la partie médiane de l'édifice.
Les deux salles de la chapelle peuvent être utilisées en même temps sans interruption.
Les salles peuvent accueillir un total de 160 personnes, dont 120 dans la grande salle et 40 dans la petite salle.
Près de l'entrée du bâtiment, il y a une salle d'attente abritée avec des sièges.
Le retable de la grande salle a un grand vitrail décoré par Harry Kivijärvi.
Les deux salles de la chapelle ont leurs propres orgues, qui ont été achevés en 1992 et 1993.
Ils ont été fabriqués par le facteur d'orgues Martti Porthan.
Kellonummi est l'une des trois chapelles de cimetière conçues par les frères Timo et Tuomo Suomalainen. Les deux autres sont la chapelle du cimetière de Leirikangas à Hamina et la chapelle du cimetière de Paijala à Tuusula.

## Bibliographie

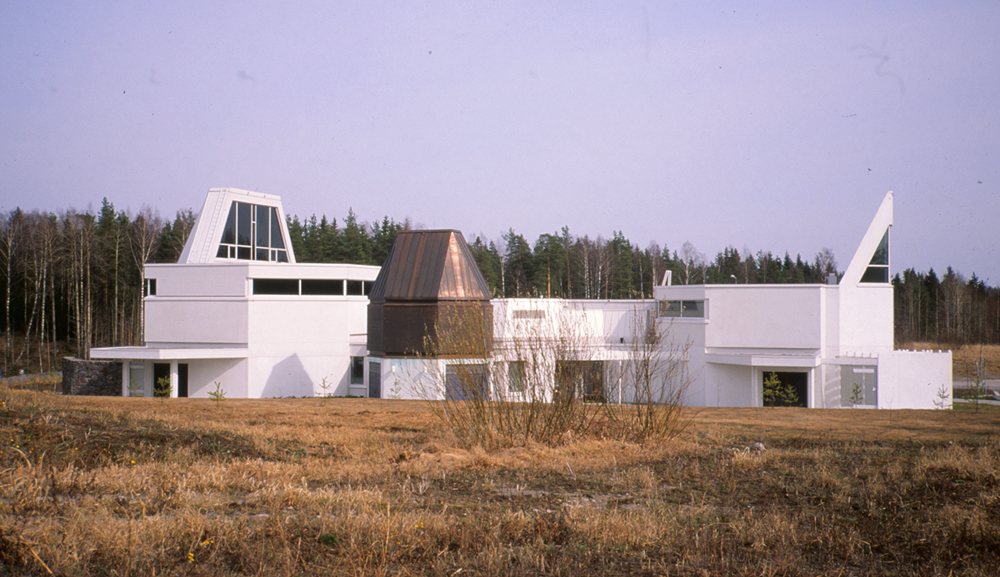
La chapelle de Kellonummi.